# Église à croix inscrite

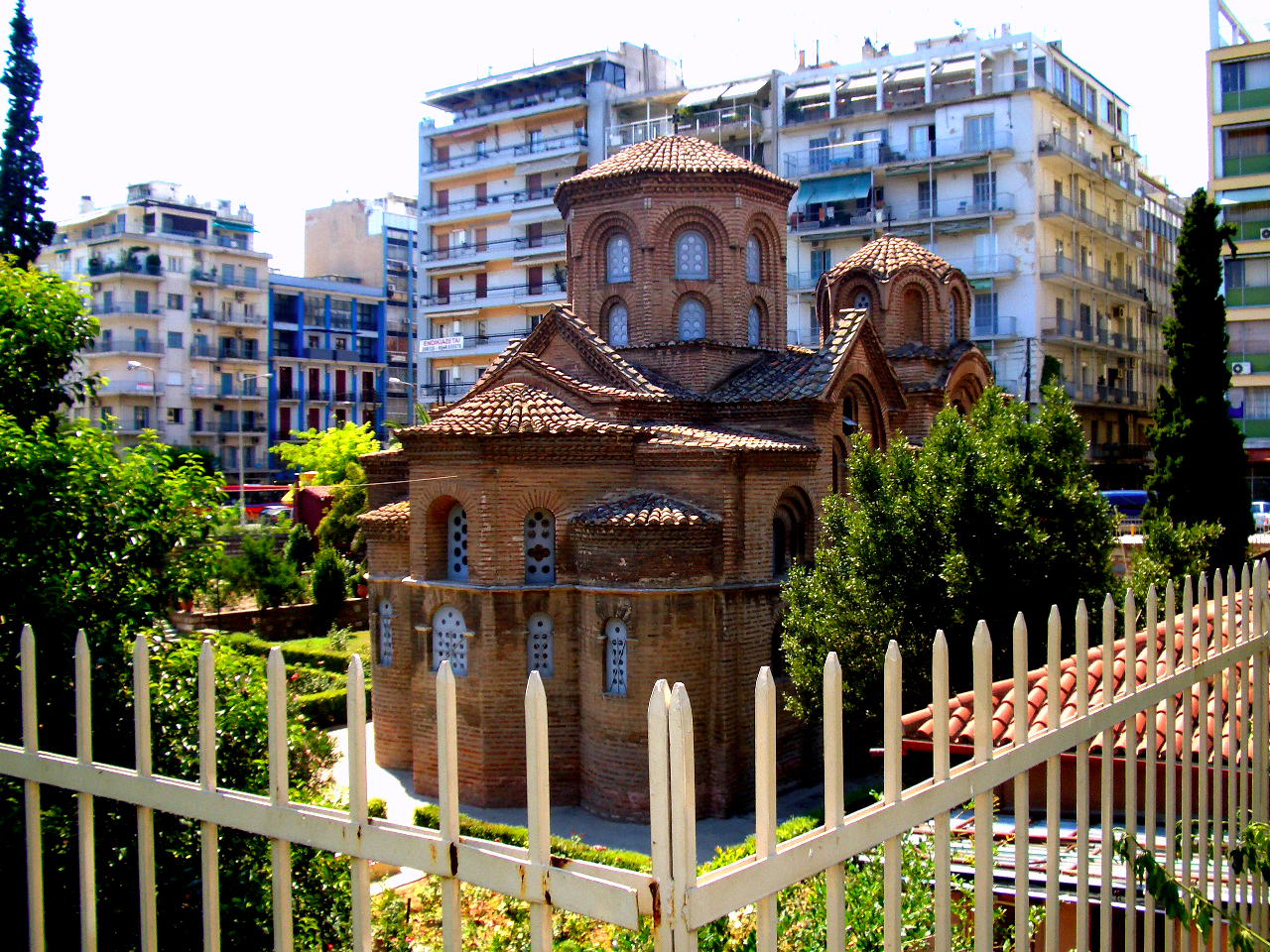
L'église de Panayia Halkeon, à Thessalonique, vue du nord-est

Une église à croix-inscrite est un type d'église dont la forme architecturale a dominé dans l'Empire byzantin. Les premières églises à croix inscrite furent probablement construites au VIIIe siècle et la forme est toujours en utilisation dans l'Église orthodoxe. Le premier dessin de la Basilique Saint-Pierre, par Bramante, représentait une église à croix inscrite.

## Architecture

### Forme architecturale

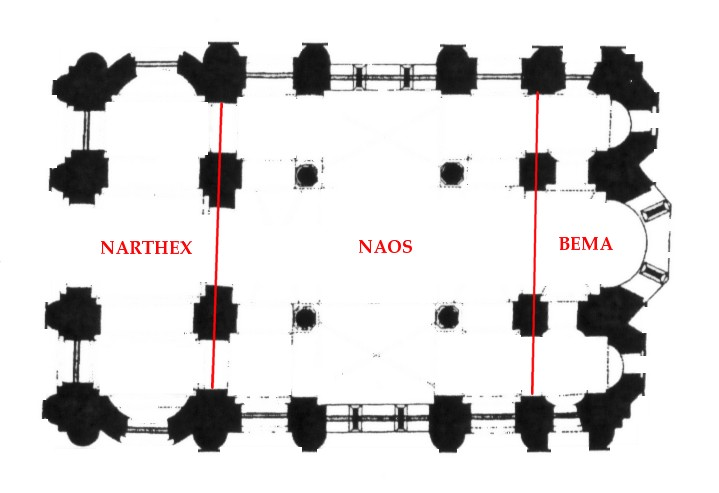
Plan d'une église à croix inscrite classique (cliquer pour agrandir)

Une église à croix inscrite est centrée autour d'un naos divisé en neuf baies par quatre colonnes de pierre, la baie centrale étant généralement plus grande que les huit autres et couronnée par un dôme. Les quatre baies rectangulaires qui touchent directement la baie centrale sont généralement couvertes par des voûtes en berceau: elles forment les bras de la croix inscrite dans le carré du naos. Le toit des quatre autres baies consiste généralement en voûtes d'arêtes. La hiérarchie spatiale entre les trois types de baies, de la grande baie centrale aux petites baies des coins se reflète dans la hauteur des plafonds: la baie centrale, surmontée par un dôme, et plus haute que les baies formant les bras de la croix, elles aussi plus hautes que les baies des coins.
À l'ouest du naos se trouve le narthex, c'est-à-dire le hall d'entrée, habituellement subdivisé en trois baies. À l'est est situé le bêma (βῆμα en grec), ou sanctuaire, souvent séparé du naos par un templon ou, dans les églises les plus récentes, une iconostase. Il est composé de trois absides couronnées par un demi-dôme. L'abside du milieu est généralement plus grande que les deux autres. Le nom de bêma lui est parfois réservé, les deux autres étant alors appelées prothesis (pour la septentrionale) et diakonikon (pour la méridionale).
Bien que notre connaissance de l'architecture byzantine reste assez limitée, il apparait que le modèle utilisé dans la construction du naos est assez similaire à celui des halls de certaines résidences datant de l'empire byzantin.

### Variations communes

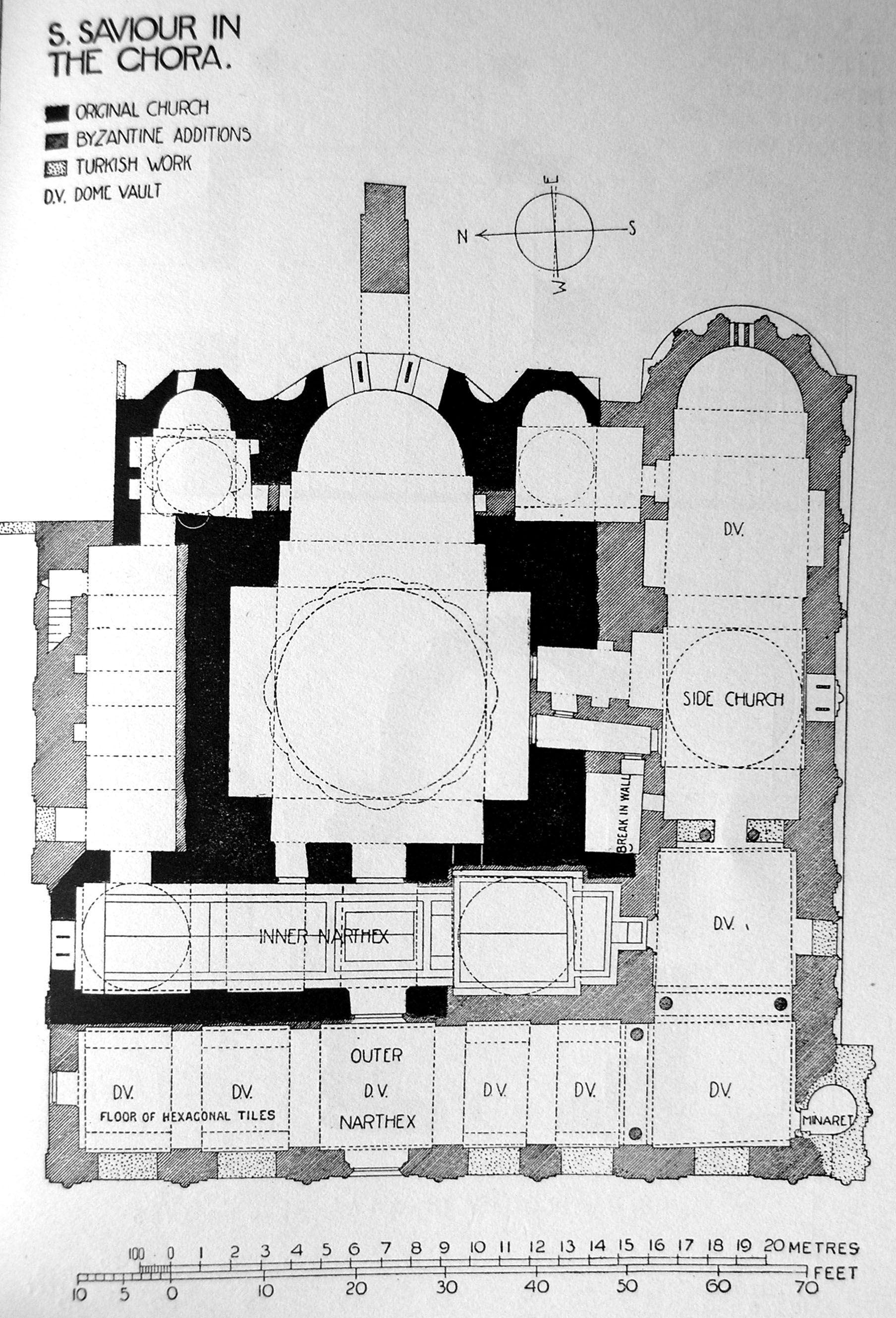
Plan de l'église Saint-Sauveur-in-Chora (cliquer pour agrandir)

La forme architecturale décrite au-dessus correspond au type classique de croix inscrites. Il est utilisé dans nombre d'églises (par exemple la Mosquée Bodrum, anciennement une église orthodoxe). Ce n'est néanmoins qu'un des plans possibles pour une église à croix inscrite.
Particulièrement dans l'architecture byzantine tardive, le plan d'une église à croix inscrite pouvait être modifié par l'ajout de structures périphériques. Un exemple nous est fourni par l'église Saint-Sauveur-in-Chora, en Turquie (plan à droite). La croix inscrite originelle, datant du XIe siècle, a été agrandie au XIVe siècle par l'ajout d'un second narthex à l'ouest, l'exonarthex, et d'une chapelle au sud, le parekklesion, utilisée pour les enterrements.

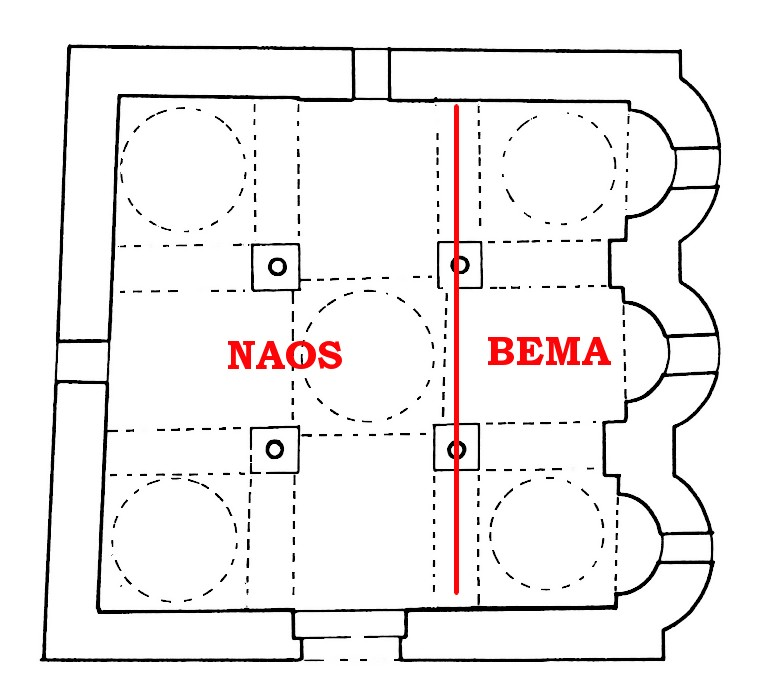
Église à croix inscrite compacte (cliquer pour agrandir)

Les derniers plans de nombre d'autres églises byzantines étaient similaires, consistant en l'ajout de modules autour d'une église à croix inscrite classique: ainsi Kalenderhane Camii à Constantinople, Çanlı Kilise en Cappadoce ou encore l'Église de la Martorana de Palerme.
À l'inverse de cette tendance, un autre type d'églises à croix inscrites fut fréquent. Plus compactes, elles étaient construites sans narthex et les absides étaient réalisées directement au-dessus des baies orientales du naos.
Ce plan était très commun en Italie du Sud, et particulièrement en Sicile ainsi qu'en Cappadoce. Dans ce type d'église à croix inscrite, le templon est souvent construit en suivant l'axe des colonnes orientales.
Une autre variation importante, appelée plan athonite ou plus simplement plan monastique, fait se terminer les baies rectangulaires situées au nord et au sud du naos en absides, ce qui donnait à l'église l'apparence d'un triconque. Ce plan, typique des églises monastiques (d'où son nom) a été développé au Mont Athos au XIe siècle. Les absides latérales fournissaient un espace pour le chant des antiennes par deux chœurs.
À l'extérieur du Mont Athos, un important exemple de cette variante architecturale nous est fourni par une église du XIVe siècle de Thessalonique connue sous le nom de Profitis Elias.

## Utilisationliturgique
L'articulation des différents espaces d'une église à croix inscrite correspond à leurs différentes fonctions liturgiques. Le narthex sert de hall d'entrée, mais a aussi des fonctions liturgiques spécifiques, comme le baptême, ou les funérailles (souvent, comme c'est le cas pour l'église de la Martorana de Palerme, les fondateurs ou les mécènes de l'église y sont enterrés). Le naos est quant à lui l'espace dans lequel reste la congrégation pendant le service.
Le sanctuaire est réservé aux prêtres, la baie centrale étant réservée au prêtre le plus élevé dans la hiérarchie ecclésiastique ; un banc y est d'ailleurs la plupart du temps installé. La partie de la bema appelée prothesis est réservée à la préparation de l'eucharistie et l'autre partie de la bema, le diakonikon, héberge les vêtements liturgiques ou les textes nécessaires à la célébration de la messe.